# The Kick Inside
The Kick Inside (с англ. — «Удар внутрь») — дебютный студийный альбом британской певицы и композитора Кейт Буш. Выпущенный 17 февраля 1978 года компанией EMI Records, он включает её хит № 1 в Великобритании «Wuthering Heights». Альбом занял 3-е место в чарте альбомов Великобритании и получил платиновый сертификат (Британской ассоциации производителей фонограмм (BPI). В создании альбома приняли участие несколько ветеранов прогрессивного рока, включая Данкана Макэя, Иэна Бэрнсона, Дэвида Патона, Эндрю Пауэлла и Стюарта Эллиотта из Alan Parsons Project, а также Дэвида Гилмора из Pink Floyd.

## Предыстория и создание
Кейт Буш была открыта другом её семьи Дэвидом Гилмором из Pink Floyd, и в 16 лет она по совету Гилмура подписала контракт с EMI. Получив крупный аванс и три года она приступила к созданию дебютного диска. Используя в основном сессионных музыкантов и вместе с другом и соратником Гилмора продюсером Эндрю Пауэлл был создан The Kick Inside. Первоначально, музыкальные менеджеры EMI хотели, чтобы лид-синглом стал по мнению автора BBC Music Криса Джонса самый скучный, самый обычный трек «James And The Cold Gun». Но Кейт в свои 19 лет решила, что только «Wuthering Heights» станет для неё решающим моментом и не промахнулась. К счастью, ей позволили думать своей головой и оставили выбор за ней.
Эта песня была создана неожиданно и быстро. Поздно вечером 5 марта 1977 года, находясь под впечатлением от просмотра последних десяти минут одноимённого мини-сериала «Би-би-си» 1967 года, 18-летняя Кейт Буш всего за несколько часов написала песню «Wuthering Heights» («Грозовой перевал»). Сингл разрушил все стереотипы чартов и возглавил британский официальный хит-парад, а сама Буш стала первой женщиной-исполнителем в Великобритании с хитом своего авторства.
В этой ключевой для альбома песне наиболее ярко проявились кинематографическое и литературное влияние Буш, два качества, которые позже будут считаться главными в её творчестве. Изначально она была вдохновлена не романом Эмили Бронте, а телевизионной адаптацией, хотя Буш прочитала роман позже, чтобы (по её собственным словам) «правильно провести исследование». Дальнейшее влияние можно обнаружить, когда она ссылается на российского философа-мистика Георгия Гурджиева в песне «Them Heavy People», а заглавная песня вдохновлена народной балладой шотландского происхождения «Лиззи Уэн».

## Релиз
Альбом The Kick Inside был выпущен EMI Records 17 февраля 1978 года и включал 13 композиций. Альбом был записан в период с июня 1975 года по август 1977 года, все песни были написаны и сочинены самой Кейт Буш. На момент выхода альбома лид-сингл Wuthering Heights достиг первого места в UK Singles Chart. Вторым синглом с альбома стал «The Man with the Child in His Eyes». Последующими синглами с альбома стали «Them Heavy People» (выпущен в Японии), «Moving» (издан в Японии) и «Strange Phenomena» (релиз в Бразилии).
Первоначально альбом был выпущен в двух форматах: на виниловой пластинке и на кассете. В Великобритании альбом был издан (дважды) ограниченным тиражом в виде диска с картинками. Он помещен в полноцветный внешний рукав (рисунок «Kite» Джея Мирдала). На нем имеется наклейка, сообщающая, что это диск с картинками (кат. номер: EMCP 3223). Было выпущено две версии: первое издание имеет круглую наклейку, гласящую, что это диск с картинками (в левом верхнем углу); второе издание (предназначенное для рынка США, где первое издание оказалось популярным) имеет овальную наклейку (вверху по центру). На втором диске также указано «произведено в Великобритании компанией EMI records Ltd.» как часть уведомления об авторских правах, напечатанного на диске. Первое издание не имеет такой формулировки. Кроме того, существуют версии LP на виниле разных цветов: в Голландии была выпущена версия на сером виниле, а в Чехословакии были версии на зелёном, розовом и разноцветном виниле. В Канаде альбом также был выпущен на 8-дорожечном картридже
В 1983 году в Японии был выпущен первый компакт-диск The Kick Inside. Три года спустя был выпущен и европейский CD. Альбом также был включен в бокс-сет This Woman’s Work, а в 2005 году в Японии на CD была выпущена так называемая «реплика мини-пластинки».

## Оформление альбома
На одной из фотографий, сделанных для обложки дебютного альбома, Кейт Буш запечатлена повисшей на воздушном змее восточной раскраски. Как рассказал фотограф Джей Мирдал, идея фотографии полностью исходила от Кейт, проявившей большой энтузиазм при съёмке. Змея сделал отец Кейт. Поскольку съёмка заняла несколько часов, Кейт довольно долго висела на высоте около полутора метров, что видно по её напряжённым мускулам.
Мирдал работал также над оформлением сингла «Wuthering Heights». По словам фотографа, EMI заказали две фотографии — одну для альбома, другую — для сингла, и выбрали со змеем именно для альбома, хотя оформление «Wuthering Heights» больше нравится Мирдалу, именно его, а не обложку The Kick Inside он включил в своё портфолио.

## Отзывы
Рецензии современников были полны похвал в адрес альбома. Billboard среди прочих отдал предпочтение песням «Wuthering Heights» и «Them Heavy People» и сказал, что Буш пишет «выразительные тексты» и исполняет их «плавным и непринуждённым вокалом». Крис ДиЛоренцо из Crawdaddy сказал, что «талант Буш к обнажению души был бы пугающим, если бы не был таким бесхитростным; она пишет из колодца фантазий и чувств с налётом опыта, её проблемы универсальные и женские, а не обычная тоска ослабевшего котёнка или банальности с последней вечеринки». Питер Рейли из Stereo Review похвалил Буш за то, что она идёт против тренда в женской музыке. Он отдал предпочтение песням «The Man with the Child in His Eyes» и «Room for the Life», тогда как «Wuthering Heights» и «James and the Cold Gun» назвал менее интересными.
В более поздних рецензиях диск продолжал получать всеобщее одобрение. Критик Pitchfork Лора Снейпс сказала об альбоме: «Это нарядная музыка, созданная в суровые времена, но в отличие от поп-сибаритов следующего десятилетия, которые щеголяли своим богатством пока Британия рушилась, Буш создала свою музыку не из материальных атрибутов, а из бесконечно возобновляемых ресурсов интеллекта и инстинкта: её радостный дебют измеряет полноту жизни женщины тем, что у неё в голове». Снейпс высоко отозвалась о каждом треке пластинки, кроме «Room for the Life». В рецензии 2008 года для BBC Music автор Крис Джонс написал: «Используя в основном сессионных музыкантов, The Kick Inside стала воплощением примера, когда звукозаписывающая компания действительно позволила молодому таланту расцвести. Некоторые из этих песен были написаны, когда ей было 13 лет! Этот альбом, созданный другом Гилмора, Эндрю Пауэллом, представляет собой пышную смесь фортепианного великолепия, расплывчато неестественного регги и замысловатых, умных, замечательных песен. Всё это было исполнено голосом, не имеющим аналогов». Джонс посчитал, что желание лейбла продвинуть «James and the Cold Gun» в качестве ведущего сингла было ошибкой, поскольку он называет его «самым скучным треком альбома». По мнению Брюса Эдера из AllMusic работа Буш — это «звучание впечатлительного, но не по годам развитого подростка, впервые расправляющего крылья», и назвал его «впечатляющим дебютом».
Не все отзывы были положительными. Сэнди Робертсон из ныне несуществующего британского музыкального журнала Sounds раскритиковал тексты песен, особенно песню «Kite»: «Что это должно быть? Мрачные „осмысленные“ песни (с одними из худших текстов за всю историю; пример: „Вельзевул болит в моём животе/Мои ноги тяжелы, и я пустила корни в своём колодце“), исполняемые самым раздражающе визгливым голосом со времён Роберта Планта».
В статье для Stylus Magazine Марселло Карлин писал, что The Kick Inside «вероятно, выбил больше дверей, чем все первая и вторая волны панка вместе взятые». Размышляя об отличительных чертах Буш, он выделял её резкий голос («казалось, что она скользит и проносится по своему желанию, охватывая три с половиной октавы с минимальным видимым усилием») и фортепианные аккордовые прогрессии, говоря, что «их задержка, неожиданные модуляции, сами пальцы, которые их играли… не могли быть приписаны какому-либо другому реальному примеру; по одному очень важному обстоятельству — они звучали так однозначно женственно».

## Список композиций
Слова и музыка всех песен — Кейт Буш.
| №                   | Название                             | Длительность |
| ------------------- | ------------------------------------ | ------------ |
| 1.                  | «Moving»                             | 3:01         |
| 2.                  | «The Saxophone Song»                 | 3:51         |
| 3.                  | «Strange Phenomena»                  | 2:57         |
| 4.                  | «Kite»                               | 2:56         |
| 5.                  | «The Man with the Child in His Eyes» | 2:39         |
| 6.                  | «Wuthering Heights»                  | 4:28         |
| 7.                  | «James and the Cold Gun»             | 3:34         |
| 8.                  | «Feel It»                            | 3:02         |
| 9.                  | «Oh to Be in Love»                   | 3:18         |
| 10.                 | «L’Amour Looks Something Like You»   | 2:27         |
| 11.                 | «Them Heavy People»                  | 3:04         |
| 12.                 | «Room for the Life»                  | 4:03         |
| 13.                 | «The Kick Inside»                    | 3:30         |
| Общая длительность: | Общая длительность:                  | 43:13        |

## Участники записи
Музыканты:
- Кейт Буш — вокал, клавишные
- Эндрю Пауэлл — синтезаторы, клавишные, электропиано
- Данкан Макэй — орган, синтезатор, клавишные, электропиано, клавинет
- Иэн Бэрнсон[англ.] — гитара, вокал, бутылки
- Дэвид Патон[англ.] — бас-гитара, вокал
- Стюарт Эллиотт — ударные
- Алан Скидмор[англ.] — саксофон
- Пол Ког — гитары
- Алан Паркер — гитара
- Брюс Линч[англ.] — бас-гитара
- Барри Де Соуза — ударные
- Дэвид Кац — скрипка
- Моррис Перт[англ.] — перкуссия
- Падди Буш — гармоника, мандолина, вокал

Технический персонал:
- Эндрю Пауэлл — продюсер
- Дэвид Гилмор — исполнительный продюсер
- Джон Келли — звукоинженер

## Позиции в чартах
Еженедельные чарты:
| Год       | Хит-парад                                                                  | Высшая позиция | Пребывание в чарте |
| --------- | -------------------------------------------------------------------------- | -------------- | ------------------ |
| 1978—1979 | Австралия (Kent Music Report)                                              | 3              | нет данных         |
| 1978—1979 | Бельгия (Humo)                                                             | 2              | нет данных         |
| 1978—1979 | Великобритания (UK Albums Chart)                                           | 3              | 71 неделя          |
| 1978—1979 | Дания (Danmarks Radio)                                                     | 5              | нет данных         |
| 1978—1979 | Италия (Musica e dischi)                                                   | 12             | 13 недель          |
| 1978—1979 | Канада (RPM Albums Chart)                                                  | 95             | 4 недели           |
| 1978—1979 | Нидерланды (Nationale Hitparade LP Top 30 / Nationale Hitparade LP Top 50) | 1              | 30 недель          |
| 1978—1979 | Новая Зеландия (N.Z. Albums Chart)                                         | 2              | 30 недель          |
| 1978—1979 | Норвегия (VG-lista)                                                        | 4              | 25 недель          |
| 1978—1979 | Португалия (Música & Som)                                                  | 1              | нет данных         |
| 1978—1979 | Финляндия (Suomen virallinen lista)                                        | 2              | 29 недели          |
| 1978—1979 | Франция (SNEP)                                                             | 3              | 58 недель          |
| 1978—1979 | ФРГ (Offizielle Top 100)                                                   | 21             | 10 недель          |
| 1978—1979 | Швеция (Topplistan)                                                        | 8              | 10 недель          |
| 1978—1979 | Япония (Oricon)                                                            | 37             | нет данных         |
|           |                                                                            |                |                    |
| 1980      | Великобритания (UK Albums Chart)                                           | 73             | 1 неделя           |
|           |                                                                            |                |                    |
| 2005      | Япония (Oricon)                                                            | 204            | нет данных         |
|           |                                                                            |                |                    |
| 2014      | Великобритания (UK Albums Chart)                                           | 24             | 4 недели           |
|           |                                                                            |                |                    |
| 2019      | Франция (SNEP)                                                             | 250            | 1 неделя           |
|           |                                                                            |                |                    |
| 2022      | Великобритания (UK Digital Albums Chart)                                   | 57             | 6 недель           |

| Годовые чарты: \| Год \| Хит-парад \| Позиция \| \| ---- \| --------------------------------- \| ------- \| \| 1978 \| Австралия (Kent Music Report)[30] \| 10 \| \| 1978 \| Великобритания (OCC)[49] \| 9 \| \| 1978 \| Италия (FIMI)[50] \| 47 \| \| 1978 \| Нидерланды (Buma/Stemra)[51] \| 7 \| \| 1978 \| Новая Зеландия (RMNZ)[52] \| 10 \| \| \| \| \| \| 1979 \| Великобритания (OCC)[49] \| 71 \| |                               |         |
| Год | Хит-парад                     | Позиция |
| 1978 | Австралия (Kent Music Report) | 10      |
| 1978 | Великобритания (OCC)          | 9       |
| 1978 | Италия (FIMI)                 | 47      |
| 1978 | Нидерланды (Buma/Stemra)      | 7       |
| 1978 | Новая Зеландия (RMNZ)         | 10      |
| |                               |         |
| 1979 | Великобритания (OCC)          | 71      |

## Сертификации
| Регион                                                      | Сертификация | Продажи   |
| ----------------------------------------------------------- | ------------ | --------- |
| Австралия (ARIA)                                            | Платиновый   | 50 000^   |
| Великобритания (BPI)                                        | Платиновый   | 1 000 000 |
| Германия                                                    | —            | 150 000   |
| Канада (Music Canada)                                       | Платиновый   | 100 000^  |
| Нидерланды (NVPI)                                           | Платиновый   | 100 000^  |
| Новая Зеландия (RMNZ)                                       | Платиновый   | 15 000^   |
| США                                                         | —            | 74 000    |
| Япония                                                      | —            | 25 000    |
| ^ Данные о тиражах приведены только на основе сертификации. |              |           |

## Комментарии
1. ↑  Общая совокупная длительность пребывания за все годы по состоянию на 8 апреля 2023 года. В период с 1978 по 1979 годы диск провёл в чарте 67 недель[32].
2. ↑  Чарт менял своё официальное название в период пребывания диска в нём с Nationale Hitparade LP Top 30 на Nationale Hitparade LP Top 50.